# Пешбюск
Пешбю́ск (фр. Pechbusque, окс. Puègbusca) — коммуна во Франции, находится в регионе Юг — Пиренеи. Департамент — Верхняя Гаронна. Входит в состав кантона Кастане-Толозан. Округ коммуны — Тулуза.
Код INSEE коммуны — 31411.

## География
Коммуна расположена приблизительно в 600 км к югу от Парижа, в 9 км к югу от Тулузы.

## Климат
Климат умеренно-океанический. Зима мягкая и снежная, весна характеризуется сильными дождями и грозами, лето сухое и жаркое, осень солнечная. Преобладают сильные юго-восточные и северо-западные ветры.

## Население
Население коммуны на 2010 год составляло 837 человек.
| 1962 | 1968 | 1975 | 1982 | 1990 | 1999 | 2010 |
| ---- | ---- | ---- | ---- | ---- | ---- | ---- |
| 175  | 187  | 235  | 371  | 522  | 707  | 837  |

## Администрация
| Период | Период | Фамилия        | Партия | Примечания |
| ------ | ------ | -------------- | ------ | ---------- |
| 1970   | 1977   | Жермен Гуссис  |        |            |
| 1977   | 2001   | Жерар Сабатье  |        |            |
| 2001   | 2011   | Жильбер Шапюис |        |            |
| 2011   | 2020   | Дидье Белер    |        |            |

## Экономика
В 2010 году среди 545 человек трудоспособного возраста (15—64 лет) 416 были экономически активными, 129 — неактивными (показатель активности — 76,3 %, в 1999 году было 71,5 %). Из 416 активных жителей работали 392 человека (206 мужчин и 186 женщин), безработных было 24 (10 мужчин и 14 женщин). Среди 129 неактивных 52 человека были учениками или студентами, 48 — пенсионерами, 29 были неактивными по другим причинам.

## Достопримечательности
- Церковь Св. Иакова

## Фотогалерея

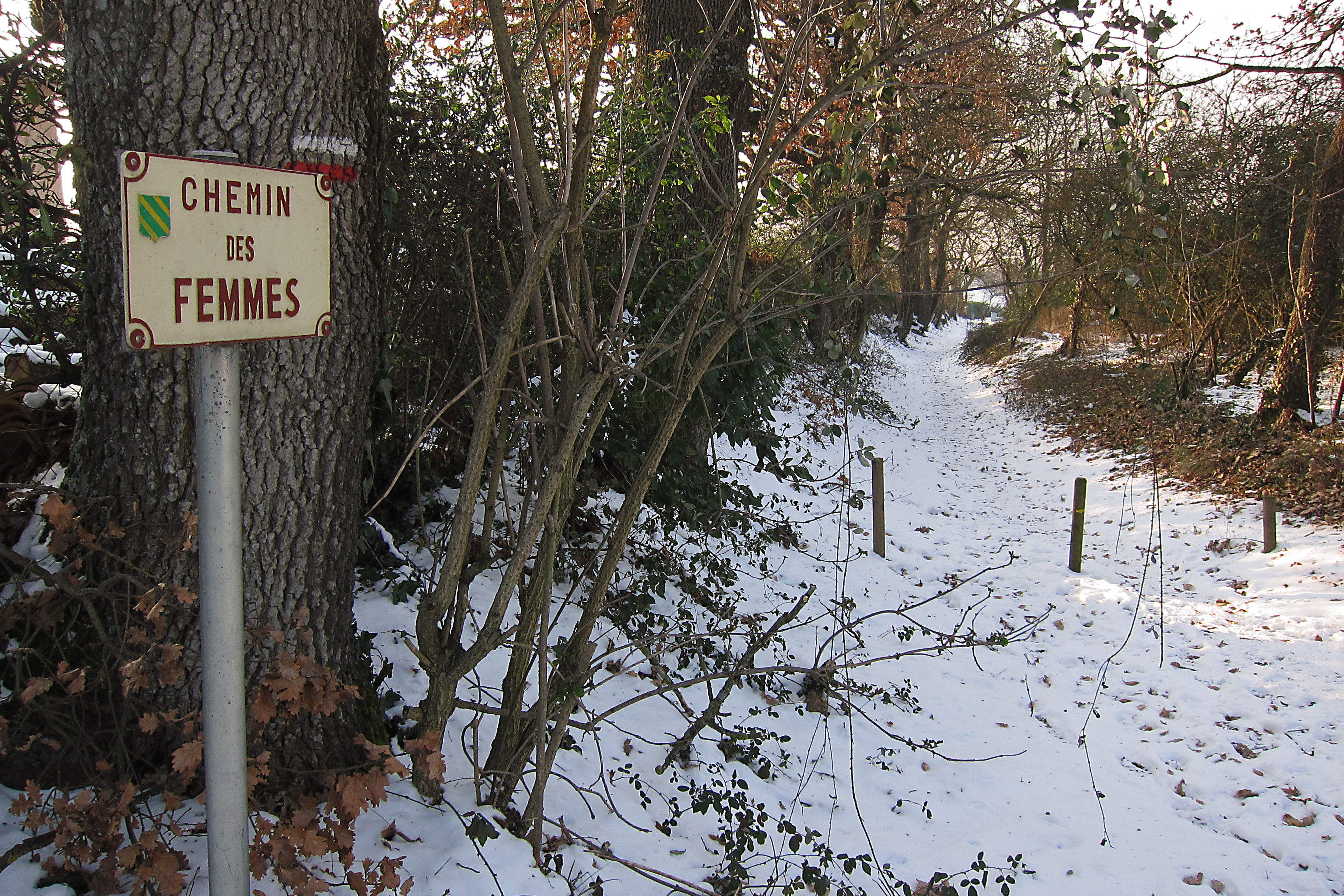
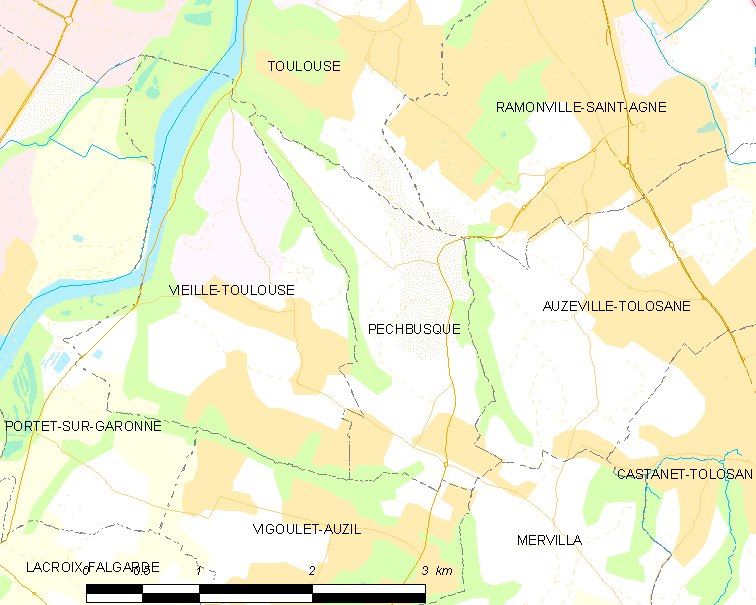
Карта коммуны